# Пеапеа (Савайи)
Пеапеа (самоан. Pe'ape'a) — пещера на острове Савайи государства Самоа.

## Общие сведения
Находится вблизи трассы, окаймляющей остров, на расстоянии 1,8 км от деревни Летуи (самоан. Letui).
Пещера представляет собой тоннель, длиной 500 метров, проложенный раскаленной лавой во время извержения вулкана Матавану.
В пещере обитает местная разновидность саланганов, название этих птиц на самоанском языке звучит как пеапеа, в их честь и была названа пещера.